# Pierre Soulages
Pour les articles homonymes, voir Soulages.
Pierre Soulages, né le 24 décembre 1919 à Rodez (Aveyron) et mort le 25 octobre 2022 à Nîmes (Gard), est un peintre et graveur français.
Associé depuis la fin des années 1940 à l'art abstrait, un temps rapproché de l'action painting et de l'abstraction lyrique, il travaille hors de tout groupe et son œuvre échappe à tout positionnement théorique collectif. Particulièrement connu pour son usage des reflets de la couleur noire, qu'il appelle « noir-lumière » ou « outrenoir », il peut néanmoins être considéré comme l'un des principaux représentants de la peinture informelle.
Très tôt, il connaît un succès international important en se faisant remarquer dans deux pays en particulier : l'Allemagne et les États-Unis. Il est rapidement apprécié par une majorité de collectionneurs et reçoit le soutien de plusieurs personnalités importantes du monde de l'art américain, en pleine mutation au début des années 1950, comme le marchand d'art Samuel M. Kootz. Ses toiles entrent ainsi dès le début de sa carrière dans les collections des plus grands musées européens et américains.
En plus de soixante ans d'activité, il s'impose comme un des grands innovateurs de la peinture moderne et des plus féconds, réalisant plus de 1 700 peintures sur toile, 600 peintures sur papier, 120 estampes (gravures, lithographies, sérigraphies) ainsi que les 104 vitraux de l'abbatiale Sainte-Foy de Conques.

## Biographie

### Enfance et découverte de l'art

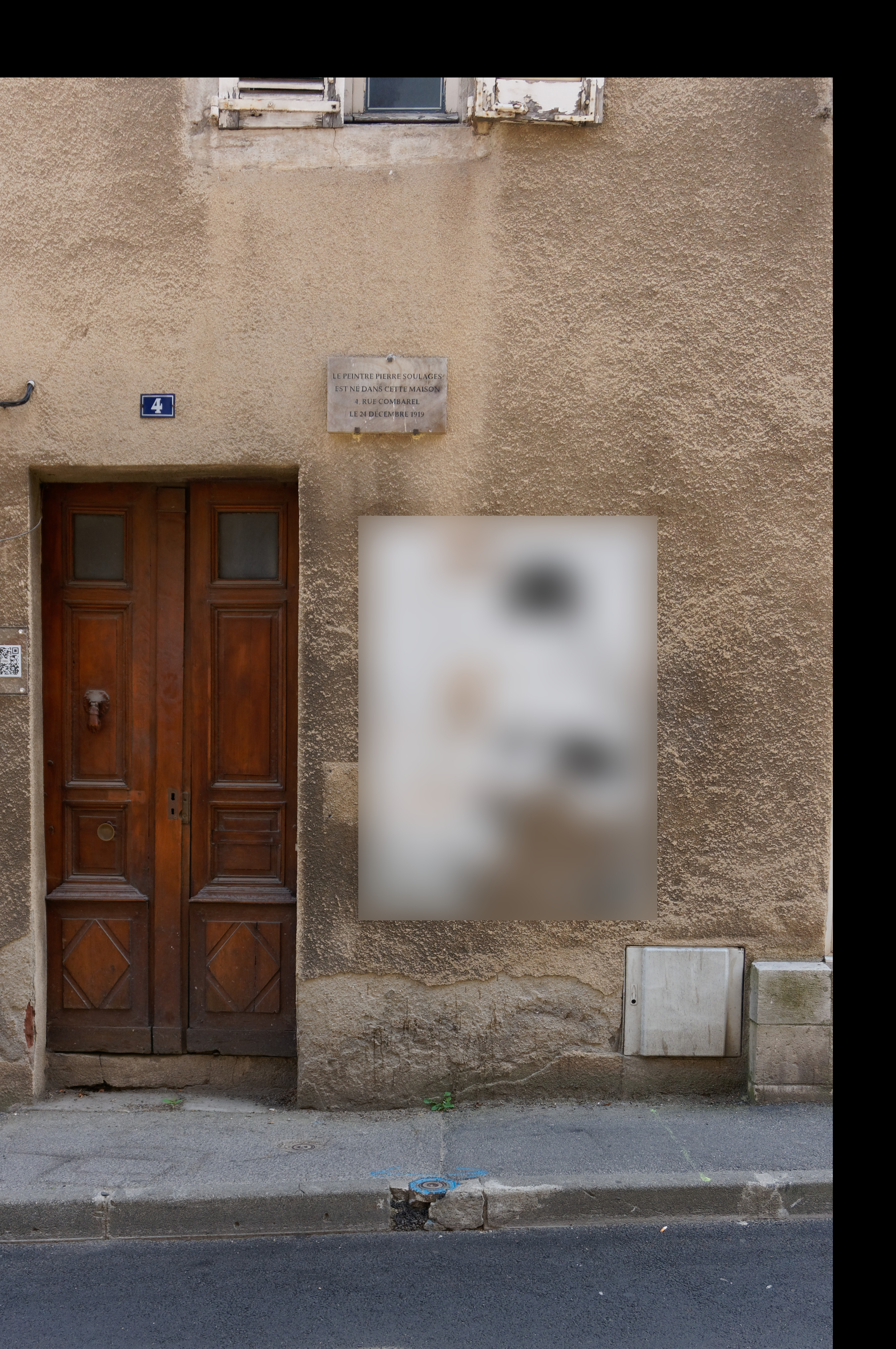
Maison natale du peintre, rue Combarel à Rodez.

Pierre Jean Louis Germain Soulages est né à Rodez le 24 décembre 1919, rue Combarel,,. Il est le fils d'Amans Soulages, carrossier (fabricant de voitures à cheval), et d'Aglaé Zoé Julie Corp. Amans Soulages avait été marié une première fois avec Lucie Pélagie Galtier, décédée en 1902 quelques semaines après avoir donné naissance à leur premier enfant, Gaston Pierre Amans Soulages.
En 1926, Pierre Soulages est élève à l'institution Saint-Joseph, un pensionnat fondé et dirigé par les Frères des écoles chrétiennes et perd son père malade d'un cancer du pancréas,. Il est désormais élevé par sa mère et sa sœur Antoinette, de quatorze ans son aînée. « J'ai été élevé par deux mères qui portaient le deuil. » Sa mère prend alors la charge d'un magasin d'articles de chasse et de pêche.

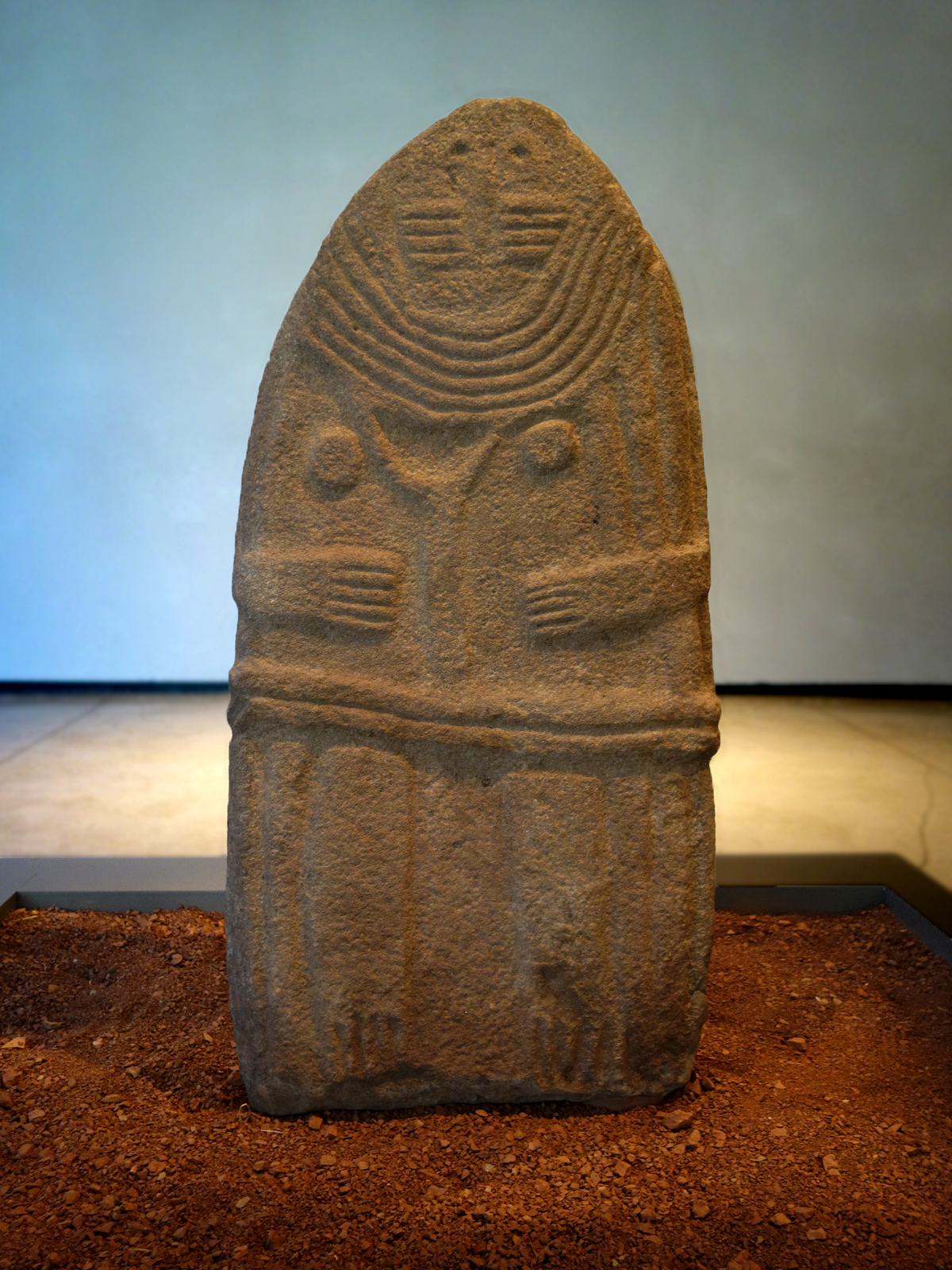
Statue-menhir dite « la Dame de Saint-Sernin », découverte en 1888 à Saint-Sernin-sur-Rance en Aveyron.

Dès son plus jeune âge, à Rodez, Soulages est fasciné par les vieilles pierres, les matériaux patinés et érodés par le temps, l'artisanat de son pays du Rouergue, passant beaucoup de temps dans les boutiques des artisans du cuir, du fer et du bois, et ses âpres paysages, particulièrement les Causses. Il a tout juste huit ans lorsqu'il répond à une amie de sa sœur aînée qui lui demande ce qu'il est en train de dessiner à l'encre sur une feuille blanche : un paysage de neige. 

« Ce que je voulais faire avec mon encre, dit-il, c’était rendre le blanc du papier encore plus blanc, plus lumineux, comme la neige. C'est du moins l'explication que j'en donne maintenant. »

À douze ans, alors qu'il est élève au lycée Foch, son professeur l'emmène, avec sa classe, visiter l'abbatiale Sainte-Foy de Conques,, où se révèlent sa passion de l'art roman et le désir confus de devenir un artiste. En 1936, il obtient le 1er prix dans la catégorie « histoire de l'art » et « dessin ». Il reçoit aussi, par l'intermédiaire de publications, le choc émotionnel des peintures rupestres des grottes du Pech-Merle dans le Lot, de Font-de-Gaume en Dordogne, d'Altamira en Cantabrie (Espagne), puis de Lascaux en Dordogne (découverte en 1940). Plus tard, il accompagne dans ses recherches l'archéologue Louis Balsan et découvre lui-même, au pied d'un dolmen, des pointes de flèches et des tessons de poteries préhistoriques qui entrent au musée Fenaille de Rodez, où il a été auparavant bouleversé par la collection des statues-menhirs datant du Néolithique (tout particulièrement la statue-menhir de la Verrière).

### Formation et premières peintures

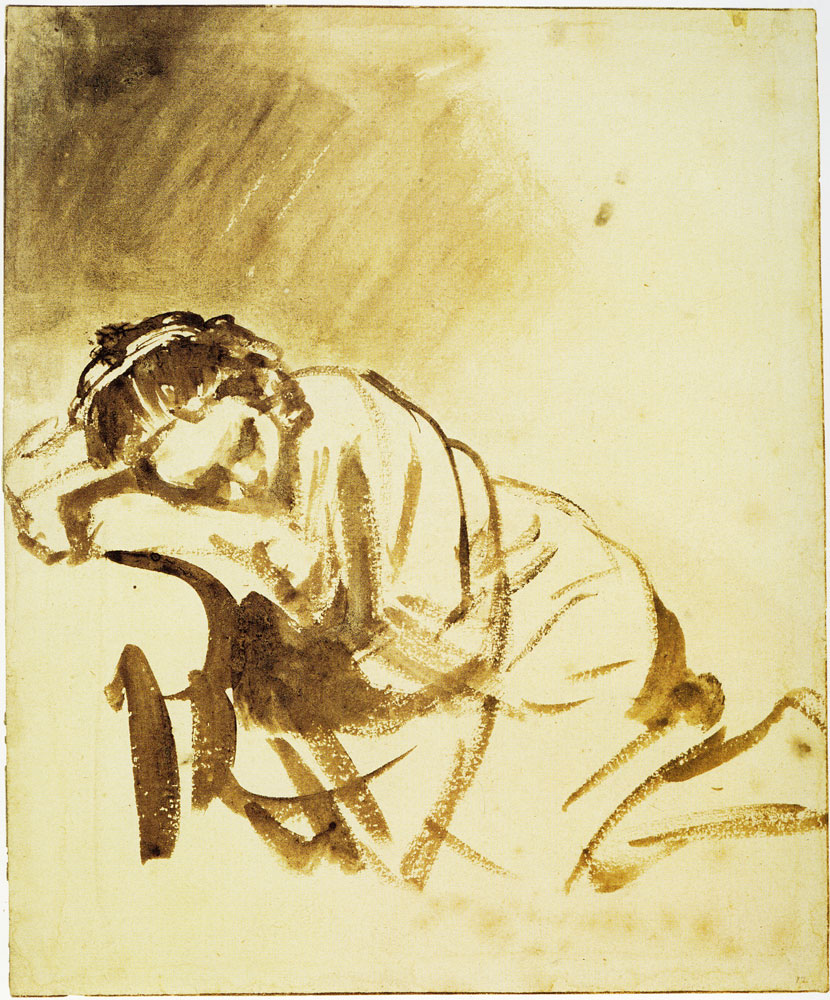
Hendrijke endormie,
lavis de Rembrandt (1654).

À partir de 1934, Pierre Soulages commence à peindre quotidiennement, des paysages d’hiver, des arbres sans feuilles, noirs, se détachant sur des fonds clairs : « Ce qui m’intéressait était le tracé des branches, leur mouvement dans l'espace…. » Des reproductions de lavis, faisant partie des collections du British Museum, des peintres Claude Lorrain (Paysage de la campagne de Rome, vue de Prato Longo) et Rembrandt (Hendrijke endormie) le marquent profondément : il retient la dilution des taches d'encre créant une lumière particulière chez le premier, la force et le rythme des coups de pinceaux qui illuminent par contraste le blanc du papier chez le second : « Cette lumière, cet espace vivant, étaient ceux propres à chacune de ces deux œuvres, nés de leurs qualités matérielles : de l'évidence de leur technique, de leur « faire » qui leur donnait un accent de vérité que je qualifierais de pictural et que je préférais, et de loin, à leur pouvoir de représentation […]. Cette émotion naissait avec et par cette lumière, avec et par cet espace et ce rythme qui se créaient sous mon regard. »
Après l'obtention de son baccalauréat, en juin 1938, il part s'installer à Paris en septembre et s'inscrit à l'atelier privé du peintre et lithographe René Jaudon (au 25 passage d'Enfer à Paris 14e arrondissement), qui le remarque : « Il faut viser le prix de Rome ! Toutes les audaces vous seront permises ! » Il peint notamment la toile Le Pont Neuf qui est vendue une première fois dès 1940 puis adjugée aux enchères à Nîmes 80 ans plus tard. À la demande de son professeur, il se présente au concours d'entrée à l'École des beaux-arts. Il y est admis en avril 1939 mais est vite découragé par la médiocrité et le conformisme de l'enseignement qu'on y reçoit. Pendant ce bref séjour dans la capitale, il visite le musée du Louvre, le musée de l'Orangerie où il admire Les Nymphéas de Monet et voit, à la galerie Paul Rosenberg, des expositions de Cézanne et Picasso qui sont pour lui des révélations, l'incitant à regagner Rodez pour se consacrer pleinement à la peinture.

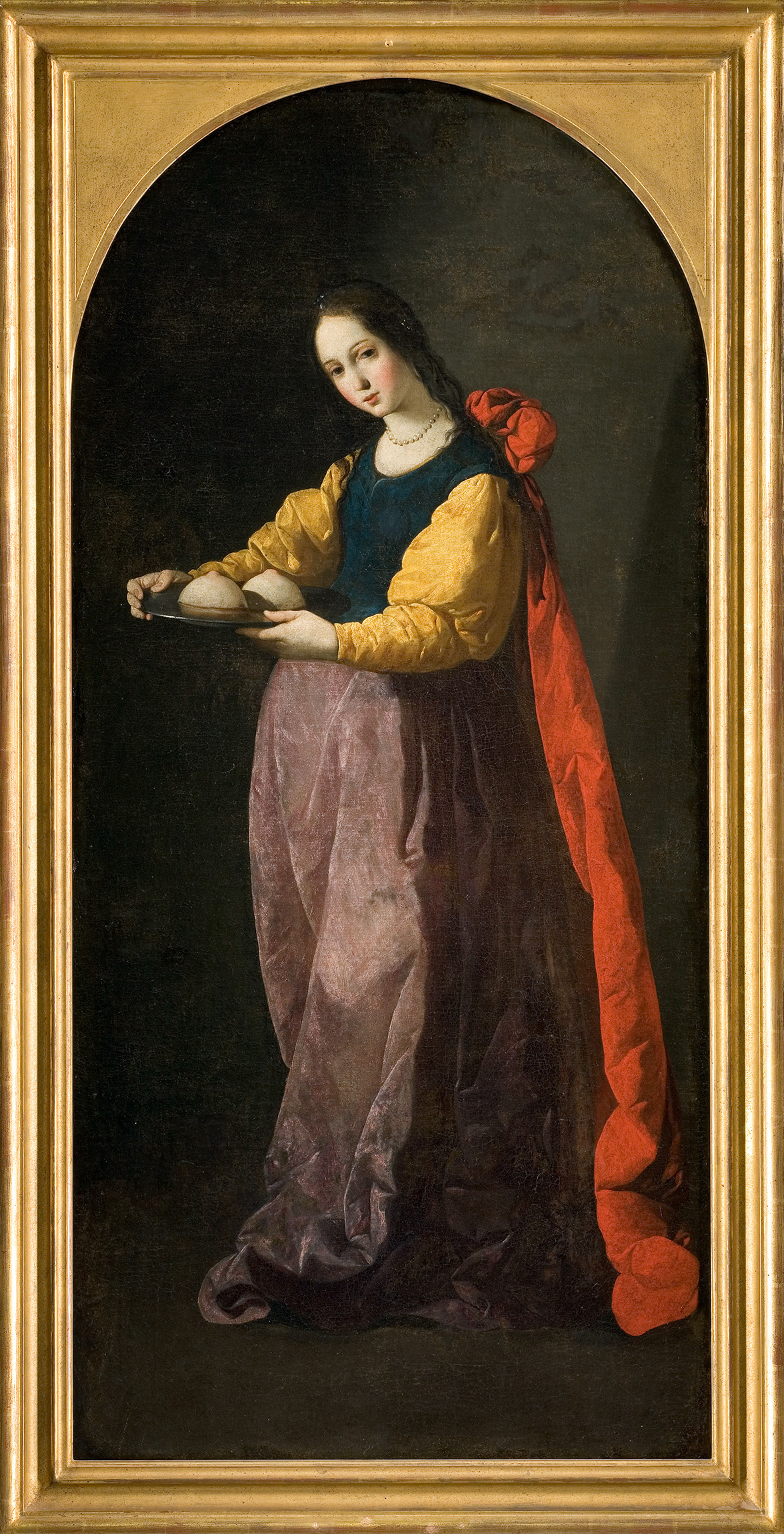
Sainte Agathe,
peint par Zurbarán (1630-1633).

Il est mobilisé en 1940 et envoyé à Bordeaux (il est élève officier). Après l'armistice en juin, il rejoint les chantiers de jeunesse à Nyons dans la Drôme. Le 13 février 1941, démobilisé, il s'installe en zone libre, à Montpellier (il est témoin de la rencontre entre Pétain et Franco qui s'y déroule le même jour), et fréquente assidûment le musée Fabre où il admire Les Baigneuses de Courbet, Descente de croix de Pedro de Campaña ou bien encore Sainte Agathe de Francisco de Zurbarán.
D'avril 1941 à juin 1942, il prépare le professorat de dessin à l'École des beaux-arts de Montpellier où il rencontre Colette Llaurens (née le 14 mars 1921), qu'il épousera le 24 octobre de la même année à l'église Saint-Louis de Sète. Réfractaire au STO, il obtient de faux papiers et devient régisseur dans le vignoble du mas de la Valsière à Grabels. Il fait alors la connaissance de l'écrivain Joseph Delteil, qui croit en lui dès les premiers instants. Ce dernier lui dira : « Vous peignez avec du noir et du blanc, vous prenez la peinture par les cornes, c'est-à-dire par la magie. »
Au début de 1943, il rencontre également Sonia Delaunay qui l'initie à l'art abstrait.
En juin 1944, mobilisé à nouveau au moment de la Libération, il se rend à Toulouse où il se lie avec Vladimir Jankélévitch et son beau-frère Jean Cassou, qui va devenir l'un des premiers défenseurs de son œuvre. Démobilisé à la fin de cette même année, il retourne à la Valsière. Entre 1942 et 1945, il ne peint quasiment pas.

### L'après-guerre

#### Premières expositions
Le 14 mars 1946, Pierre Soulages s'installe dans la banlieue parisienne (à Courbevoie, au no 3 de la rue Saint-Saëns) et se consacre désormais entièrement à la peinture. Rompant définitivement avec la figuration, il commence à produire des œuvres sur papier, utilisant le fusain ou le brou de noix, et de grandes toiles sombres, refusées au Salon d'Automne de 1946. Sur les conseils de son ami peintre Francis Bott, il en expose trois au quatorzième Salon des surindépendants (un salon sans jury) d'octobre à novembre 1947,, où celles-ci, d'une « impressionnante symphonie de sombres coloris », contrastent avec les autres toiles présentées, compositions colorées des peintres Roger Bissière, Jean Le Moal ou Alfred Manessier qui dominent à l'époque : « Avec l’âge que vous avez et avec ce que vous faites, vous n’allez pas tarder à avoir beaucoup d'ennemis », le prévient alors Picabia,, (rencontré un peu plus tard à la Galerie René Drouin), qui qualifie néanmoins une de ses œuvres de « meilleure toile du Salon »,,. En décembre 1947, il trouve un atelier à Paris, au no 11 bis de la rue Victor-Schœlcher, près de Montparnasse, (il occupera plusieurs ateliers dans la capitale ainsi qu'à Sète, dans sa villa sur les pentes du mont Saint-Clair, à partir de 1961).

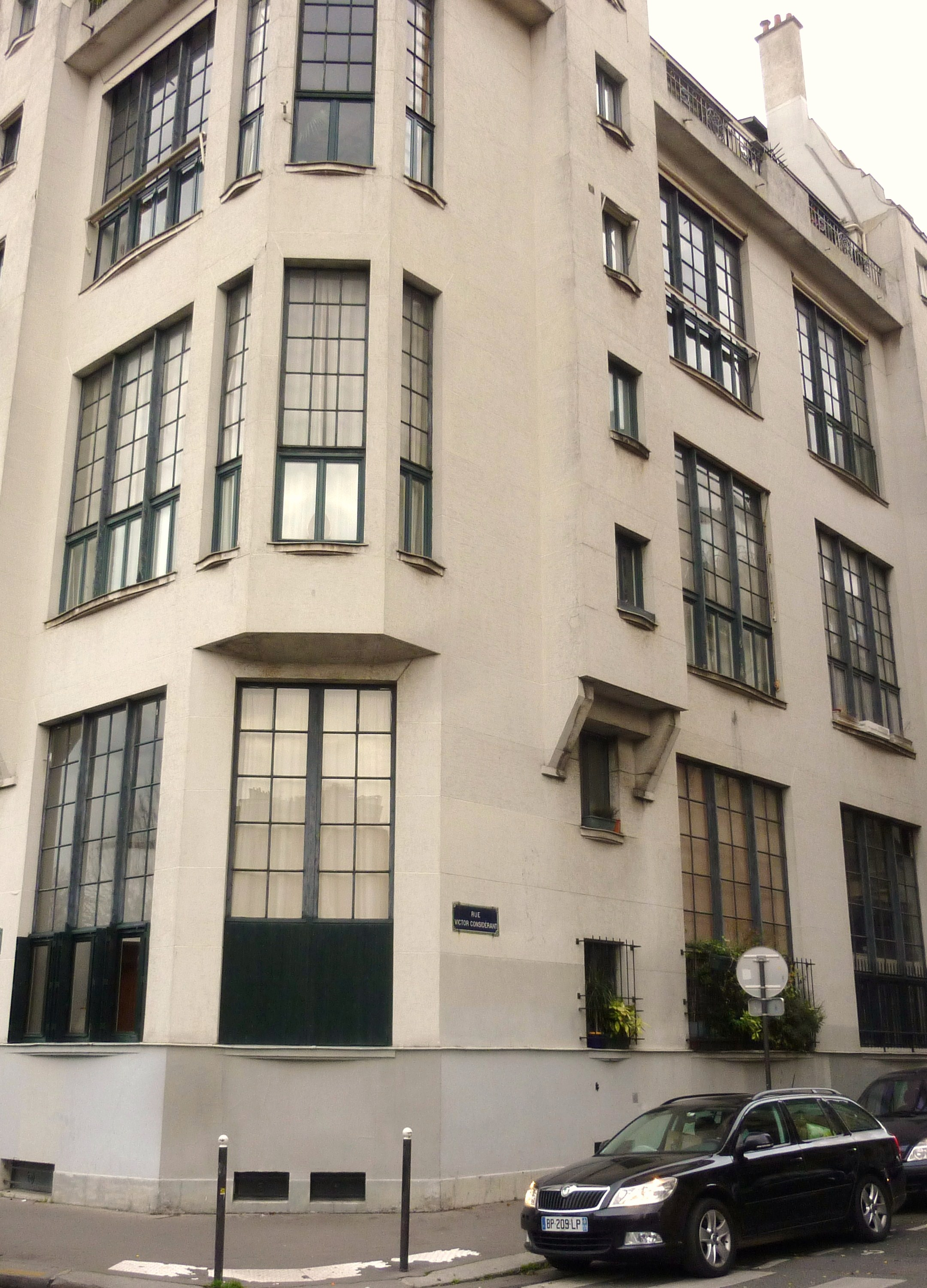
Immeuble où vécut Pierre Soulages de 1947 à 1967, rue Victor-Schœlcher.

À partir de 1948, il expérimente la technique du goudron sur verre,. Il participe à des expositions à Paris (« Prises de terre, peintres et sculpteurs de l'objectivité » à la galerie René Breteau en février, troisième Salon des réalités nouvelles en juillet) et en Europe, notamment à la « Grosse Ausstellung Französische abstrakte Malerei » (un de ses brous de noix, traité en négatif, sert d'ailleurs d'affiche à l'exposition) organisée à partir de novembre par le collectionneur Ottomar Domnick (de), dans plusieurs musées allemands, aux côtés des premiers maîtres de l'art abstrait comme Del Marle, Domela, Herbin, Kupka, Piaubert, etc.

#### Début de notoriété
En mai 1949, il obtient sa première exposition personnelle à la galerie Lydia Conti à Paris (rue d'Argenson) et participe pour la première fois au Salon de mai (il y participera jusqu'en 1957) ; il expose également à la galerie Otto Stangl de Munich, à l'occasion de la fondation du groupe Zen 49, ainsi qu'à la galerie Betty Parsons de New York, en compagnie de Hans Hartung et Gérard Schneider, pour l'exposition intitulée Painted in 1949, European and American Painters. La même année, le musée de Grenoble acquiert une de ses œuvres, Peinture 145 × 97 cm, 1949, la première à entrer dans une collection publique.
De 1949 à 1952, Soulages réalise plusieurs décors de théâtre (notamment pour la pièce Héloïse et Abélard de Roger Vailland, créée au Théâtre des Mathurins et La Puissance et la Gloire d'après le roman de Graham Greene, au Théâtre de l'Athénée) ou de ballet (Abraham de Marcel Delannoy au Théâtre du Capitole de Toulouse et Quatre gestes pour un génie de Maurice Cazeneuve au château d'Amboise,, tous deux chorégraphiés par Janine Charrat) et exécute ses premières gravures à l'eau-forte à l'atelier Lacourière (rue Foyatier à Montmartre).
En 1950, il figure dans des expositions collectives à New York (galerie Sidney Janis pour l'exposition Young Painters from US and France organisée par Leo Castelli), Londres, São Paulo, Copenhague. D'autres expositions de groupe présentées à New York voyagent ensuite dans plusieurs musées américains, comme « Advancing French Art » (1951), « Younger European Painters » (musée Guggenheim, 1953). Dès le début des années 1950, ses toiles commencent à entrer dans les plus grands musées du monde comme la Phillips Memorial Gallery à Washington (Peinture 162 × 130 cm, 10 avril 1950 en 1951), le musée Guggenheim (Peinture 195 × 130 cm, mai 1953 en 1953) et le Museum of Modern Art de New York (Peinture 193,4 × 129,1 cm, 1948-1949 en 1952), la Tate Gallery de Londres (Peinture 195 × 130 cm, 23 mai 1953 en 1953), le musée national d'Art moderne de Paris (Peinture 146 × 114 cm, 1950 en 1952), le musée d'Art moderne de Rio de Janeiro (Peinture 195 × 130 cm, 25 juillet 1953 en 1955), etc. En juillet 1955, le peintre participe à la première documenta, centrée sur l'art abstrait, au musée Fridericianum à Cassel en Allemagne.

### Reconnaissance internationale

#### Conquête des États-Unis
Après avoir acheté en 1952 sa première peinture de Soulages à la Louis Carré Art Gallery, Samuel M. Kootz, le marchand d'art de Picasso aux États-Unis, écrit au peintre français fin janvier 1954 pour lui demander de devenir son représentant américain. Dès le 15 février 1954, le contrat est signé et Kootz organise dans sa galerie new-yorkaise réputée sa première exposition personnelle outre-Atlantique, du 26 avril au 15 mai, avec un texte d'introduction au catalogue rédigé par Bernard Dorival, alors conservateur au musée d'Art moderne de la Ville de Paris. Pour cette occasion, Soulages réalise Peinture 195 × 130 cm, 27 février 1954, qu'il envoie à New York avec neuf autres peintures et des gouaches.

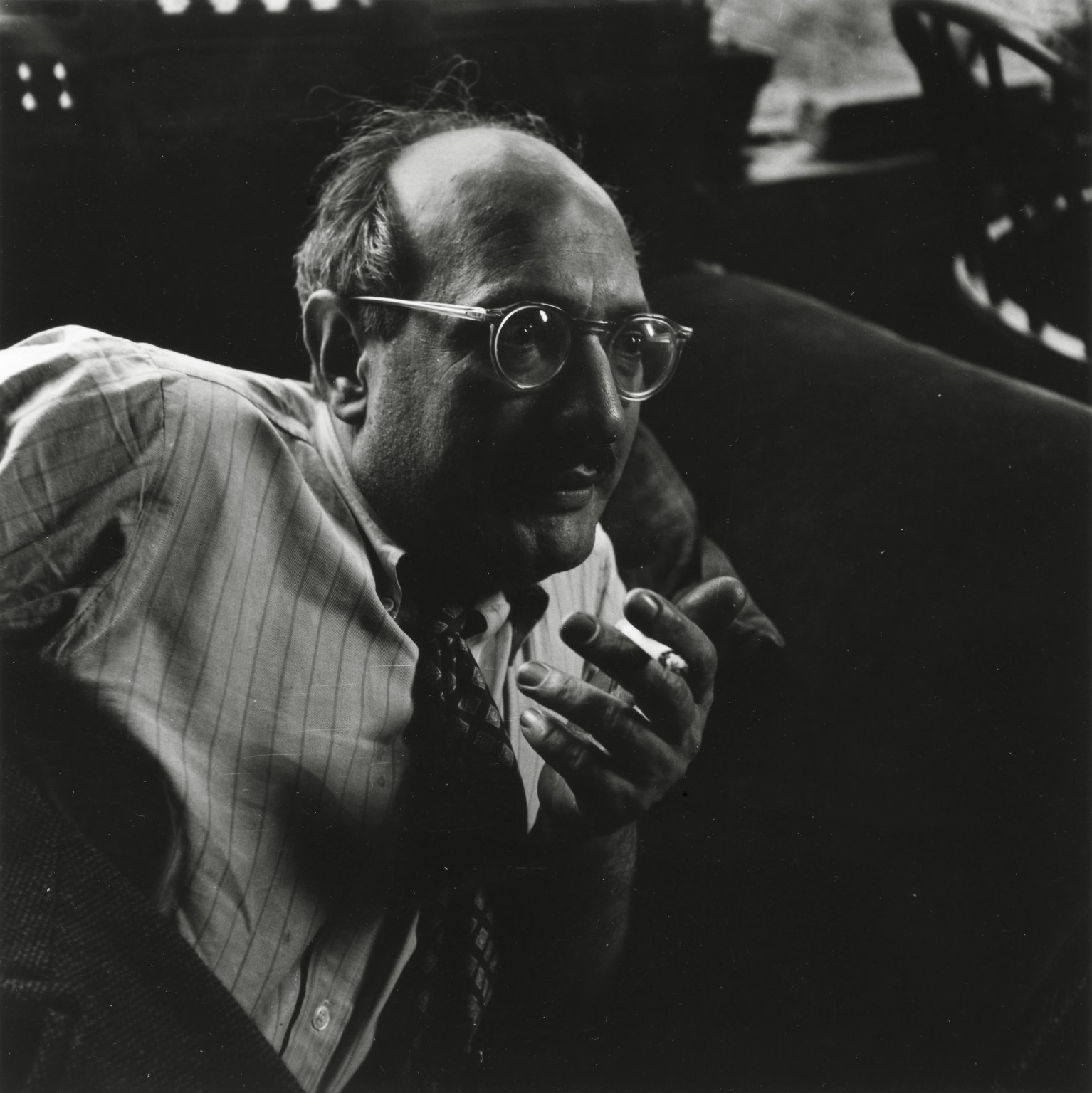
Mark Rothko, avec qui Soulages se lie d'amitié.

Le 8 novembre 1957, à l'occasion de sa quatrième exposition personnelle, il part pour la première fois à New York. Ses toiles ont un grand succès auprès des collectionneurs (dont Nelson Rockefeller et Jacques Gelman (en)) comme des musées. Durant une soirée en son honneur qu'organise chez lui l'historien d'art et conservateur Sam Hunter, il rencontre de nombreux peintres américains (William Baziotes, Adolph Gottlieb, Willem de Kooning, Franz Kline, Robert Motherwell ou encore Mark Rothko, avec qui il se lie d'amitié),.
En décembre de la même année, il transfère son atelier au no 48 de la rue Galande, dans le quartier de la Sorbonne, où il reçoit de nombreux artistes et collectionneurs. Il se remet à la gravure (exposition personnelle de gouaches et gravures organisées par Heinz Berggruen à Paris).

#### Premières rétrospectives
En 1960 ont lieu ses premières expositions rétrospectives dans la galerie de Hanovre (la Kestnergesellschaft), le musée de Essen (musée Folkwang), en 1961 au Kunsthaus de Zurich et au musée municipal de La Haye, en 1966 au musée des Beaux-Arts de Houston. En 1963, il participe à la septième Biennale de São Paulo, l'un des trois principaux événements du circuit international de l'art. De nombreuses autres expositions suivent, notamment en 1968 à la galerie Knoedler de New York, au musée d'art contemporain de Montréal ou celle qu'organise de manière itinérante en France André Parinaud, Trente créateurs, en 1975-1976 aux côtés de Pierre Alechinsky, Olivier Debré, Hans Hartung, François Heaulmé, Roberto Matta, Zoran Mušič et Édouard Pignon.
En 1965, à la demande du musée Suermondt-Ludwig d'Aix-la-Chapelle, Soulages réalise son premier vitrail, mosaïque de verres éclatés offrant un dégradé de bleu qui « crée des différences de lumière et de couleur ».
En 1968, il crée une œuvre murale en céramique commandée par les propriétaires du One Oliver Plaza (suivant la suggestion de l'architecte William Lescaze), un immeuble à Pittsburgh. Composée de 294 carreaux de céramique formés à la main (28 × 28 cm), la pièce monumentale (3,92 × 6,16 m) est exécutée avec Jean Mégard (1925-2015) à Puyricard. Intitulée La céramique, 14 mai 1968, elle prend place dans le hall du building (en 2010, la pièce est restaurée et réinstallée dans la Soulages Gallery du Butler Institute of American Art de Youngstown dans l'Ohio).
Lors des Jeux olympiques de Munich en 1972, Soulages est retenu parmi les « meilleurs artistes de l'époque » pour réaliser une affiche. Entre le printemps 1972 et le début de 1974, Soulages ne peint pas, première longue pause dans son œuvre sur toile. Il se remet à l'eau-forte, à la lithographie et aborde pour la première fois la sérigraphie.
Au printemps 1974, il aménage son nouvel atelier au no 14 de la rue Saint-Victor (quartier Saint-Victor), au deuxième étage d'un immeuble du XVIIIe siècle.
En février 1978, il fait partie des membres fondateurs du Comité des intellectuels pour l'Europe des libertés,.

### Expérience de l'outrenoir
En janvier 1979, lors d'un travail sur une toile, Soulages ajoute et retire du noir : « Depuis des heures, je peinais, je déposais une sorte de pâte noire, je la retirais, j'en ajoutais encore et je la retirais. J'étais perdu dans un marécage, j'y pataugeais. Cela s'organisait par moments et aussitôt m'échappait. » Ne sachant plus quoi faire, il quitte l'atelier, désemparé. Lorsqu'il y revient deux heures plus tard : « Le noir avait tout envahi, à tel point que c'était comme s'il n'existait plus. » Cette expérience marque un tournant dans son travail. La première toile recouverte intégralement de noir est Peinture 162 × 127 cm, 14 avril 1979, conservée au musée Fabre de Montpellier.
À l'automne de la même année, le Centre national d'art et de culture Georges-Pompidou organise Soulages, peintures récentes, qui expose ses premières peintures monopigmentaires, fondées sur la réflexion de la lumière sur les états de surface du noir, qu'il appellera en 1990 outrenoir : « […] au-delà du noir une lumière reflétée, transmutée par le noir. Outrenoir : noir qui cessant de l'être devient émetteur de clarté, de lumière secrète. Outrenoir : un autre champ mental que celui du simple noir. »

### Consécration

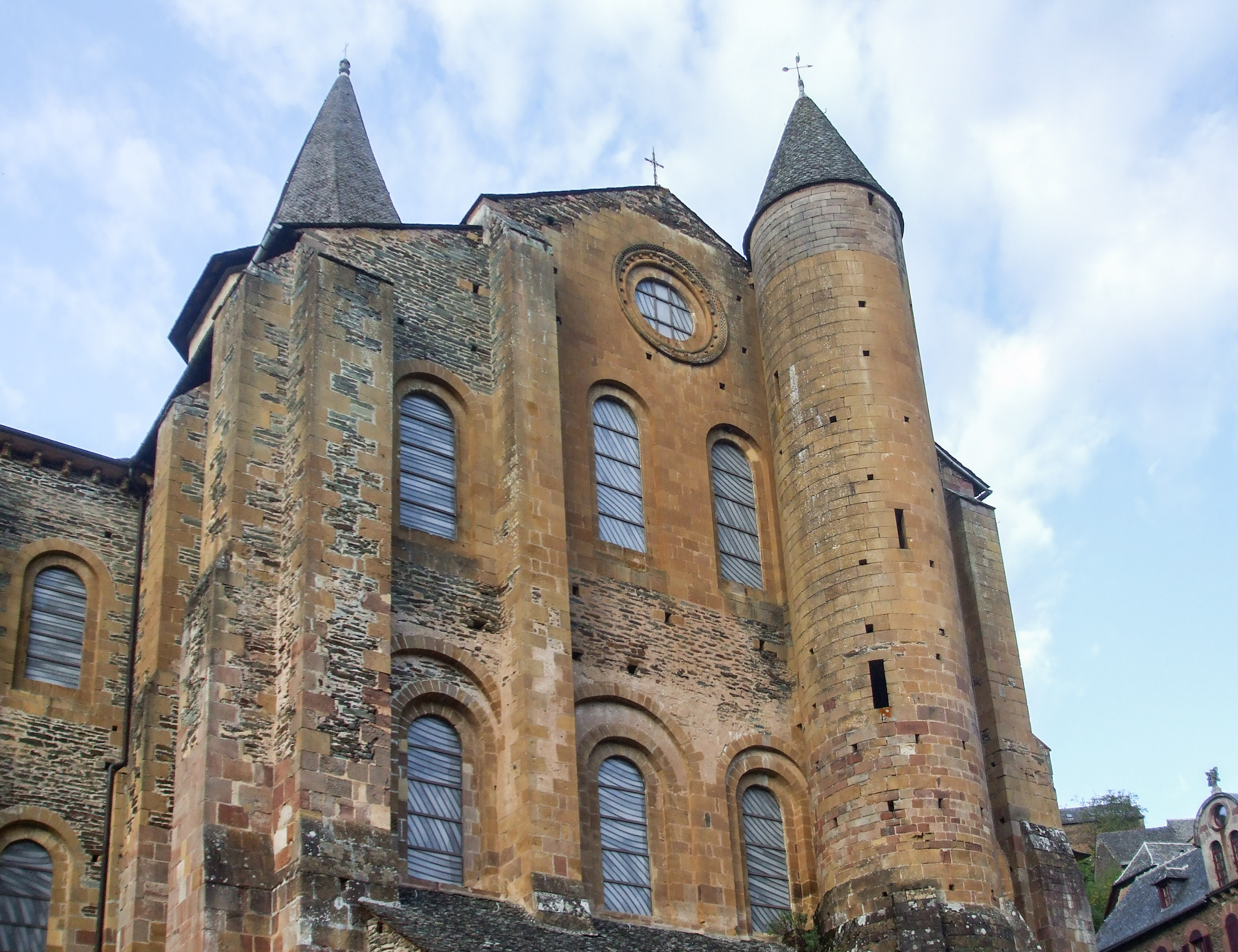
Extérieur de l'abbatiale Sainte-Foy de Conques avec les vitraux de Soulages.

En 1986, il se voit confier par le ministère de la Culture, mené alors par Jack Lang, une commande exceptionnelle. Sept années de travail, en collaboration avec l'atelier du maître-verrier Jean-Dominique Fleury à Toulouse, lui sont nécessaires pour réaliser les 104 vitraux pour les 95 fenêtres et neuf meurtrières de l'abbatiale Sainte-Foy de Conques (en remplacement de ceux posés en 1952). Ses longues recherches aboutissent à la création d'un verre unique, blanc et translucide, composé de grains de verre aggloméré et de verre cristallisé, diffusant ainsi la lumière à l’intérieur de l'édifice, tout en occultant ce qui se passe à l’extérieur. Les nouveaux vitraux sont inaugurés le 26 juillet 1994 en présence du ministre de la Culture, Jacques Toubon.
Unanimement célébrés, les vitraux de Conques constituent selon le critique d'art Yve-Alain Bois « la seule vraie réussite dans cet art au cours du XXe siècle ».

### Mort et hommage national
Pierre Soulages meurt au centre hospitalier universitaire de Nîmes le 25 octobre 2022, à l'âge de 102 ans, comme l'annonce son entourage. Sa mort advient le lendemain de la célébration de ses noces de chêne (80 ans de mariage) avec son épouse Colette, alors âgée de 101 ans.

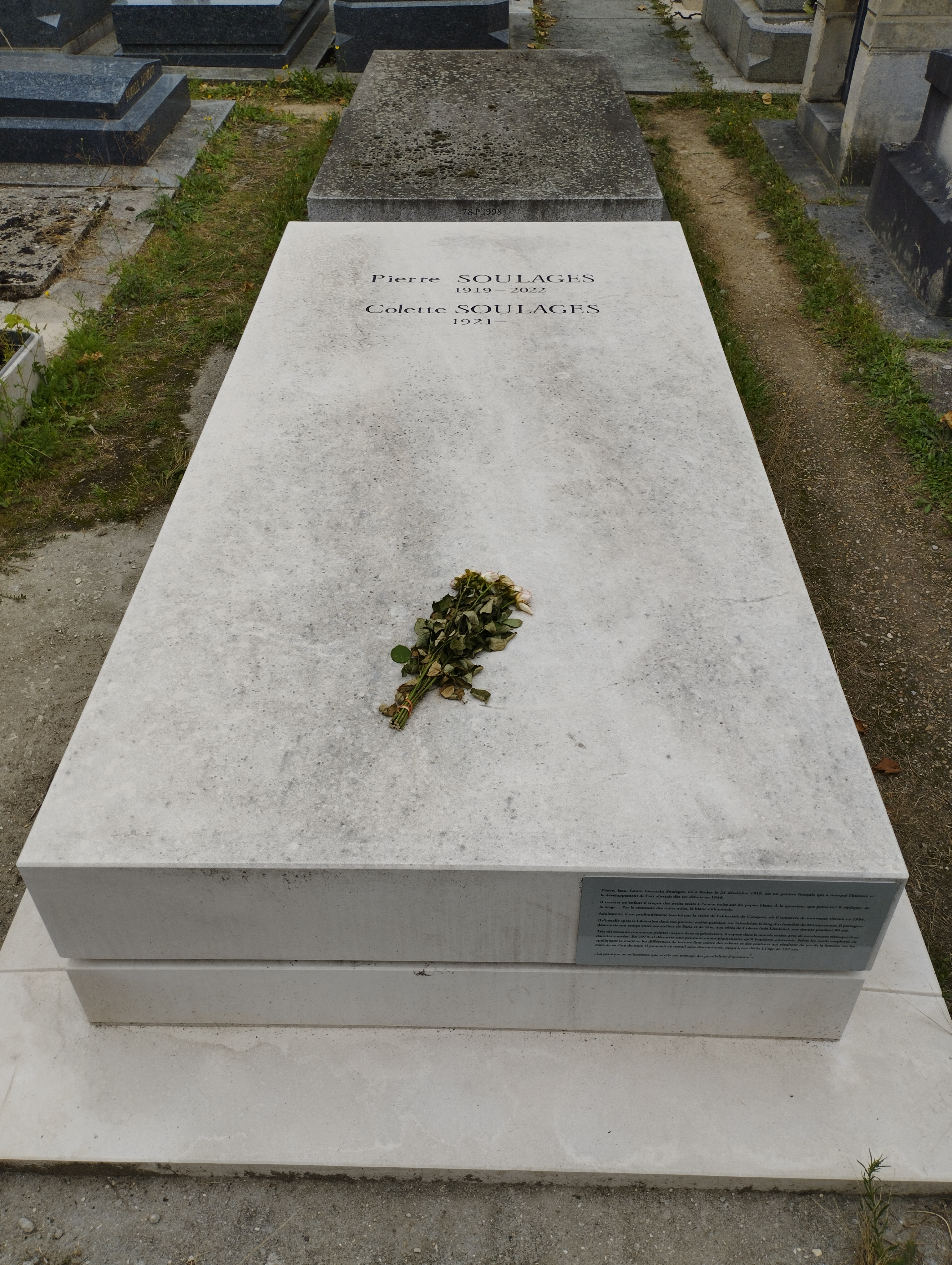
Tombe de Pierre Soulages au cimetière du Montparnasse (division 13).

Le lendemain de son décès, les hommages du monde artistique et politique se multiplient. Le président Emmanuel Macron rend hommage à ses œuvres, tandis que la ministre de la Culture Rima Abdul-Malak déclare que la mort du peintre « qui a toujours repoussé les frontières de la peinture […] est une grande perte pour le monde de l'art et la France ». François Hollande, Carole Delga, Xavier Bertrand, Élisabeth Borne et Michaël Delafosse, maire de Montpellier lui rendent également hommage. Le musée Soulages à Rodez et le musée Fabre à Montpellier sont ouverts gratuitement le dimanche 30 octobre.
Le 2 novembre 2022 lui est rendu un hommage national dans la cour carrée du Louvre (après Braque en 1963, Le Corbusier en 1965 et André Malraux en 1976) ouvert au public en présence de sa famille, de plusieurs membres du gouvernement et présidée par Emmanuel Macron,. Il est inhumé au cimetière du Montparnasse de Paris (division 13) deux jours plus tard.

## L'œuvre
Soulages a choisi l'abstraction, car il dit ne pas voir l'intérêt de passer « par le détour de la représentation […]. Je ne représente pas, dit-il, je présente. Je ne dépeins pas, je peins ». Son approche picturale n'est pas celle de choix prédéfinis mais s'élabore dans la peinture en train d'être « faite » et dans les interactions entre le peintre et sa réalisation lors du processus de création, dans les rapports aux formes, proportions, dimensions, couleurs,, etc. À ses débuts, sa peinture est proche du style abstrait d'Hans Hartung, avec une palette restreinte dont les effets de clair-obscur sont perceptibles, y compris en transparence.

« Des anciens brous de noix et goudrons sur verre à ces outrenoirs récents, le parcours artistique de Pierre Soulages décrit un imprévisible chemin d'aventure et de renouvellement, et, en même temps, affirme une fidélité rigoureuse à une même quête, celle d'un art, dit-il, « qui ne transmet pas de sens, mais fait sens […], qui est avant tout une chose qu'on aime voir, qu'on aime fréquenter, origine et objet d'une dynamique de la sensibilité ». »

— Bruno Duborgel, in Soulages, dix-neuf peintures au Louvre, Bernard Chauveau Éditeur, 2020

### Périodes et techniques
L'art de Soulages fonctionne par cycles. Il se fonde, comme l'écrit le critique Pierre Daix, « sur des approfondissements, des processus d’intensification concentrés dans des phases de création très ramassées ».
Le critique d'art Pierre Wat distingue cinq cycles, avant 1979, en fonction des techniques ou des matières employées ainsi que des variations de forme et de fond modifiant les caractéristiques des œuvres (formats, effets visuels). Ces cycles, dans une logique de l'exploration et de l’épuisement des moyens, étant chaque fois une nouvelle tentative de réponse à l'interrogation originelle du peintre sur le rapport entre matière, couleur et forme.

#### Les grands signes

##### 1946-1949
« C'est avec les brous de noix de 1947 que j'ai pu me rassembler et obéir à une sorte d'impératif intérieur. »

— Pierre Soulages
Sur papier blanc, Soulages vient appliquer sa préparation au brou de noix (à l'origine destiné à teinter le bois) avec de larges brosses et trace des formes sombres, graphiques, parfois qualifiées de « signes », qui se détachent nettement du fond clair, la forme faisant écho à la lumière du fond.

« Un graphisme simple, viril, presque rude, des harmonies sombres et chaudes, un sens naturel de la pâte et des possibilités spécifiques de la peinture à l’huile, et surtout, peut-être un son à la fois humain et concret, voilà l’apport de Soulages à la peinture abstraite. »

— Charles Estienne, in Combat, 25 mai 1949

##### 1949-1956
Les formes-signes, pourtant dépourvues de signification, rappellent un semblant d'écriture cunéiforme. Elles dialoguent avec des fonds colorés non uniformes, créant ainsi des effets de clair-obscur. La forme sombre se transforme, les bandes de couleur s'élargissent, le contraste se fait sur des accords moins binaires.

« Venant d'un fond qui laisse apercevoir ses trouées de clarté entre les membres plus sombres d'une forme nouée, la lumière non seulement crée l'espace, mais, sans modeler à proprement parler la forme, la définit, l'écrit, l'installe, et souligne ses noirceurs d'une sorte de frange colorée. »

— Bernard Dorival, in Pierre Soulages, catalogue d'exposition, Paris, musée national d'art moderne, 1967
Le signe tend à disparaître au profit du rythme (agencement d'horizontales et de verticales).

« Vers 1955, le signe tend à disparaître et ces coups de brosse se juxtaposent, se multiplient ; de leur répétition, des rapports qui s'établissent alors entre ces formes presque semblables les unes aux autres, naît un rythme, une rythmique de l'espace. »

— Pierre Soulages

#### Les grandes formes

##### 1956-1963
À partir de 1959, la couleur (le blanc, le rouge, le bleu ou l'ocre), est posée sur la toile en premier, avant d'être recouverte d’un noir épais. Ce n'est que dans un troisième temps, celui de l'arrachage de matière, nommé parfois « raclage » et obtenu par des outils plus larges (une spatule à lame souple), que le peintre fait réapparaître (il creuse au couteau la peinture fraîche) une partie de la couleur, sous le noir.

« À l'intérieur d'une gamme colorée certes réduite, privilégiant les terres, les ocres, les noirs, Soulages use maintenant volontiers d'effets de clair-obscur. Il fait apparaître une couleur plus claire par arrachement, raclant plusieurs couches de peinture pour révéler des couches inférieures. Par le jeu des opacités et des transparences, il fait sourdre la couleur-fond, et, venue de si loin, la lumière n'en paraît que plus intense. »

— Alfred Pacquement, in Soulages, catalogue d'exposition, Tokyo, The Seibu Museum of Art, 1984

#### Les grands formats

##### 1963-1971
Le raclage disparaît presque complètement, la matière colorée devient plus fluide, les formes traitées en aplats s'étalent en largeur. Les tableaux Peinture 256 × 202 cm, 24 novembre 1963 (sur un fond brossé ocre clair transparent, la toile est partiellement envahie par une nappe noire très fluide qui efface tout geste de dépose), Peinture 97 × 130 cm, 29 mai 1965 ou encore Peinture 162 × 130 cm, 21 octobre 1966 sont emblématiques de cette période.

« Voyez à l’exposition tous ces rouges, ces bleus, ces ocres qui, même dans les dernières toiles presque entièrement recouvertes d'une énorme tache 
noire, éclatent, fusent, transpercent l'obscurité et semblent ramper sous la sombre écorce. »

— André Fermigier, Le noir n'est pas si noir, in Le Nouvel Observateur, 29 mars 1967
À partir de 1967, l'introduction du polyptyque permet au peintre d'agrandir de façon conséquente les dimensions de l'œuvre tout en rompant la continuité de la surface picturale. Il oblige le « regardeur » à prendre du recul pour élargir son champ visuel et il crée des lignes de forces supplémentaires.
L'année suivante, il délaisse la couleur et ne travaille plus qu'avec le noir et le blanc, le noir ayant tendance à occuper une place de plus en plus importante dans la toile dont le format s'agrandit.

« J'ai commencé à faire une série de peintures en noir sur blanc, retournant à un ascétisme cistercien. J'ai senti personnellement le besoin profond, l'exigence de ce retour. »

— Pierre Soulages
Autre changement notable : les formes ordonnées et répétées, comme une écriture horizontale, à lire de gauche à droite. Par ce rythme, cette scansion musicale, l'artiste introduit dans son œuvre la dimension du temps.

« Le temps me paraît être une des préoccupations dont ma peinture témoigne ; c’est le temps qui me paraît être au centre de ma démarche de peintre, le temps et ses rapports avec l'espace. »

— Pierre Soulages

#### Noir-lumière et Outrenoir

##### 1972-1978
Retour pendant deux années du travail sur papier : eau-forte, lithographie et sérigraphie. De janvier 1974 à 1978, Soulages se remet à peindre sur toile, entamant une transition qui le conduira, au fil d'une lente progression de la couleur noire vers l'occupation totale de l’espace pictural, aux futurs Outrenoirs. Sur cette période, dans des formats essentiellement petits et moyens, il revisite son œuvre de la décennie précédente tout en y apportant de la nouveauté : jeu subtil de superpositions de matières et de couleurs, créant un sentiment de profondeur sur la toile grâce à un arrangement de tons sombres épais sur des tons clairs fluides.

##### La rupture de 1979
Après 1979, ses tableaux font beaucoup appel à des reliefs, des entailles, des sillons dans la matière noire qui créent à la fois des jeux de lumière et de couleurs. Car ce n'est pas la valeur noire elle-même qui est le sujet de son travail, mais bien la lumière qu'elle révèle et organise : il s’agit donc d'atteindre un au-delà du noir, d'où le terme d'outrenoir utilisé pour qualifier ses tableaux depuis la fin des années 1970 ; d'où aussi l'utilisation du qualificatif « monopigmentaire » de préférence à celui de « monochrome » pour qualifier sa peinture. Pierre Encrevé caractérisera ainsi ses toiles : « monopigmentaires à polyvalence chromatique ». Soulages évoquera « un basculement » pour signifier que ce n'est pas une rupture radicale avec le passé mais davantage une « rupture avec la conception classique de la peinture » qui s'efforce d'éliminer le reflet, contrairement à ses outrenoirs.

« Ses toiles géantes, souvent déclinées en polyptyques, ne montrent rien qui leur soit extérieur ni ne renvoient à rien d'autre qu'elles-mêmes. Devant elles, le spectateur est assigné frontalement, englobé dans l'espace qu'elles sécrètent, saisi par l'intensité de leur présence. Une présence physique, tactile, sensuelle et dégageant une formidable énergie contenue. Mais métaphysique aussi, qui force à l'intériorité et à la méditation. Une peinture de matérialité sourde et violente, et, tout à la fois, d'« immatière » changeante et vibrante qui ne cesse de se transformer selon l'angle par lequel on l'aborde. »

— Françoise Jaunin

##### 1979-2003: variations infinies
« La toile fonctionne dans sa matérialité noire texturée comme une image à produire l'infinie variation de son image lumineuse au gré du parcours de la lumière et du regard. »

— Pierre Encrevé, in Soulages : Noir lumière, Paris-Musées, 2003
Soulages a esquissé lui-même une typologie de ses tableaux, discernant « trois voies du noir » : « 1. Le noir sur un fond : contraste plus actif que celui de toute autre couleur pour illuminer les clairs du fond ; 2. Des couleurs, d’abord occultées par le noir, venant par endroits sourdre de la toile, exaltées par ce noir qui les entoure ; 3. La texture du noir (avec ou sans directivité dynamisant ou non la surface) : matière matrice de reflets changeants ».
L'outrenoir présente une variété d'effets : utilisation de couleurs comme le brun ou le bleu, mêlées au noir (ainsi d'avril 1987 à août 1988, Soulages peint 38 toiles toutes réalisées en intégrant le bleu et le noir.
) ; utilisation du blanc en contraste violent avec le noir et parfois du blanc sur l'entière surface de la toile (trois monochromes blancs peints en 2012).

« Dans la proximité de l'outrenoir, le bleu vient renforcer cette transmutation du noir en lumière. Il ne s'agit plus alors d'un accord entre noir et bleu, mais au contraire, pour Soulages, d'un rapport tonal, d'une véritable continuité chromatique entre le bleu, l'outrenoir et la lumière qu'il réfléchit : la lumière naturelle est bleue et c'est pourquoi la couleur bleue va créer une continuité entre le noir et la lumière qu'il reflète. »

— Pierre Encrevé
Le travail de la lumière par reflet se fait au départ, et pendant un certain nombre d'années, sur l'opposition parties lisses/parties striées mais, assez rapidement, il n'y a plus que des stries. Entre 1999 et 2001, le contraste noir et blanc fait son retour mais sous une forme radicalement neuve. Apparaissent aussi des panneaux entièrement lisses avec, dans le courant des années 2000, la coexistence d'un noir mat et d'un noir brillant,. Il y a en outre une grande diversité sur le plan de l'approche de la surface, des formats (recours aux polyptyques, surtout verticaux) et dans la structure formelle.

##### 2004-2022: dernière période
En 2004, il abandonne l'usage de la peinture à l'huile pour celui, exclusif, de l'acrylique qui, riche de nouvelles possibilités quant à la réflexion de la lumière (effets de matière beaucoup plus importants et possibilité de contrastes mat/brillant), permet de modeler l'épaisseur, sèche assez rapidement sans craqueler même lorsque la couche est profonde. À partir de cette année-là, Soulages inaugure ce que Pierre Encrevé nomme la « seconde période de l'outrenoir ».

« Depuis 2004, Soulages ne travaille plus avec de l'huile mais avec des résines autorisant des épaisseurs qu'il n'avait jamais atteintes ; sur une surface noire unie, brillante, émettrice d'une clarté apaisée, il grave un à un des sillons de plus en plus profonds rythmant l'espace de la toile, de larges entailles sensuelles provoquant une émotion troublante dans la grandeur majestueuse d'un silence proprement pictural. »

— Pierre Encrevé, in 90 Peintures sur toile, Gallimard, 2007

### Œuvre gravé et imprimé
« J'ai fait de la gravure parce que, avec la gravure, quelque chose apparaissait qui ne pouvait apparaître dans la peinture. »

— Pierre Soulages
L'œuvre imprimé de Soulages est rare, limité à 43 gravures, 49 lithographies, 26 sérigraphies, soit 118 œuvres, avec des tirages allant de 65 à 300 exemplaires. Si les premières œuvres sont directement liées à des peintures sur toile ou sur papier, les suivantes sont sans lien avec ses peintures antérieures ou à venir. Soulages utilise alors la gravure comme un moyen d'expression à part entière, créant des œuvres qui tirent parti des spécificités de chaque technique de gravure.

### Œuvres sur papier
« Par impatience, un jour, dans un mouvement d’humeur, muni de brou et de pinceaux de peintre en bâtiment, je me suis jeté sur le papier. »

— Pierre Soulages
Depuis ses débuts, à côté de sa pratique de la peinture sur toile, Soulages élabore une œuvre parallèle et complémentaire sur papier à l'aide de différents médiums (l'encre de Chine, la gouache, le brou de noix, le fusain ou encore la mine de plomb). Il a d'abord recours au papier parce que c'est un support banal, bon marché (tout autant que le brou de noix) et qu'il peut se permettre de le gâcher sans regret, lui qui dans les années d'après-guerre est désargenté. Le papier a aussi plusieurs autres avantages : ses formats sont tout prêts et contraints (l'artiste peut se lancer sans préalable, au contraire de la toile qui impose de fabriquer le châssis ou de préparer le support), il interdit le repentir et, le travail se faisant nécessairement vite, favorise la spontanéité et permet ainsi d'effectuer un nombre important de peintures dans une même journée.
Ces « peintures sur papier » (l'expression a été choisie par Soulages lui-même), dont le nombre est estimé entre sept et huit cents œuvres, constituent un ensemble unique au sein de sa production, qui s'étend de 1946 à 2004. La plus grande partie a été peinte de 1946 à 1978, période où elle se développe parallèlement à la peinture sur toile mais indépendamment d'elle, l'année 1977 étant particulièrement prolifique puisqu'il réalise près d'une centaine d'œuvres sur ce support pour seulement trois peintures sur toile. À la suite de sa découverte de l'Outrenoir en 1979, Soulages délaisse le papier jusqu'en 1997.
Elles ont fait l'objet de plusieurs expositions : à la Galerie de France en 1963 (Peintures sur papier du 19 mars au 20 avril) et en 1977 (Bronzes et peintures sur papier du 8 novembre au 30 décembre), au musée Picasso d'Antibes du 2 avril au 26 juin 2016, intitulée Soulages. Papiers, présentant quatre-vingt-seize de ces œuvres et en 2018-2019 au musée Soulages de Rodez, intitulée Pierre Soulages, œuvres sur papier - Une présentation, réunissant cent dix-sept d'entre elles.

### Tapisseries
Dès 1963 Soulages crée deux cartons de tapisserie d'Aubusson. Tissées d'une seule pièce par les Ateliers Pinton à Felletin, la première (5,58 × 11,78 m) est réalisée pour le foyer des artistes (foyer C) des studios de variétés de la Maison de la Radio à Paris, la seconde (3 × 8,1 m) pour le campus de l'Université de Saint-Gall en Suisse. Le peintre n'a pas voulu donner de titre à ces œuvres.
Dans les années 1970, des tapisseries sont tissées d'après peinture, validées et signées par Soulages après exécution. C'est le cas pour celle réalisée par l'atelier Claire Rado (d'après Peinture 97 × 130 cm, 31 juillet 1965) ou en 1975 par l'atelier Geneviève Goudot-Romain.
En 1984, Soulages reçoit une commande publique pour la réalisation de deux tapisseries destinées à orner une salle du nouveau bâtiment du ministère des Finances. Attelé au projet dès 1985 au sein de la manufacture de la Savonnerie, il livre deux cartons peints au brou de noix puis, l'année suivante, met au point avec les teinturiers les différents tons qu'il désire voir rendus. Les tapisseries Savonnerie I, 4,30 × 10,75 m, 1985 et Savonnerie II, 4,30 × 10,75 m, 1985 sont terminées et livrées en 1991.

### Sculptures
Soulages fait revivre trois plaques de cuivre préalablement utilisées pour leur empreinte sur le papier : elles sont agrandies, moulées, fondues et pliées. Il en résulte trois bronzes, polis ou creusés directement par l'artiste : Bronze I (1975), Bronze II (1976) et Bronze III (1977), pièces uniques tirées à trois ou cinq exemplaires.

« La planéité ayant disparu, il y avait des sortes d'ondulations que je pouvais ou renforcer en les polissant, ou creuser même en les attaquant directement. J'ai joué avec la lumière qui brillait sur les surfaces lisses et l'ombre qui était là, fixe, à l'endroit qui correspondait à ce que j'avais gravé autrefois sur le cuivre. »

— Pierre Soulages

### Soulages et le Japon
« Devant moi s'étendait une sorte de flaque de métal fondu, belle étendue éclairée par la lune : c’était l'étang de Thau. Je distinguais la silhouette du mont Saint-Clair avec la mer pour seule ligne. J'ai pensé au mot de Van Gogh en arrivant à Arles :  « C'est aussi beau que le Japon. » Et pour moi, cette vision de Sète, c'était mon Japon. Au fond de moi, j'ai décidé que je reviendrai là un jour. »

— Pierre Soulages
Dès la fin des années 1940, beaucoup de critiques font des rapprochements entre les grands signes noirs que peint Soulages (notamment ses premières œuvres au brou de noix) et la calligraphie japonaise. Sa peinture est même qualifiée de calligraphique puis d'architecturée.

« Pour moi, une peinture c'est toujours quelque chose d'immobile […]. La ligne est là comme preuve du mouvement et non pas comme mouvement même. »

— Pierre Soulages, in Raymond Bayer, Entretiens sur l'Art abstrait, Genève, Editions Pierre Cailler, 1964
La relation entre Soulages et le Japon débute en 1951 lorsque le Salon de mai y est organisé pour la première fois. Soulages y expose sa première toile, Peinture 200 × 150 cm, 14 avril 1950. Il fait partie des premiers peintres occidentaux abstraits que les Japonais ont pu voir. Jusqu'en 1945, en effet, l'art occidental et abstrait n'avait pas le droit de cité dans le pays. Ce fut donc pour eux un choc esthétique. Son style tranche avec le néofauvisme qui domine alors parmi les artistes modernes nippons et il attire l'attention de Morita Shiryū, calligraphe qui fondera en janvier 1952 avec Yūichi Inoue et Nakamura Bokushi le groupe d'avant-garde Bokujinkai (littéralement « les hommes de l'encre »).

« Et les calligraphes expliquaient […] que s'ils s'intéressaient à mon travail, c'est peut-être aussi parce que comme la calligraphie, c'était un art de l'outil, un art du pinceau. Il y avait quelque chose en commun. »

— Pierre Soulages
Dès 1953, avec eux, il expose à la galerie tokyoïte Bokubi et participe à l'exposition internationale d'art du Japon, biennale itinérante qui sélectionne quatre de ses peintures. À la même époque, une génération d'artistes et d'intellectuels se rendent à Paris. Les premiers, notamment Toshimitsu Imaï, seront impressionnés et influencés par son utilisation du noir. Les seconds, de retour dans leur pays, écriront sur l'art abstrait français et particulièrement sur Soulages. Lors de l'édition de 1957, le Grand prix lui est attribué pour Peinture 195 × 130 cm, 20 juillet 1956.

« Ce qui plaît alors beaucoup aux Japonais, c'est le rapport des pleins et des vides qui entre en résonance avec la conception artistique asiatique. »

— Mathieu Séguéla
En janvier 1958, Pierre et Colette Soulages partent au Japon en compagnie du peintre et ami Zao Wou-ki. Les Soulages rencontrent à Tokyo les calligraphes du groupe Bokujinkai, le sculpteur et maître de l'art traditionnel ikebana Sōfu Teshigahara et des collectionneurs avertis : Shōjirō Ishibashi, fondateur du musée Artizon et Soichirô Ôhara (1909-1968) à la tête du musée d'art de Kurashiki qui, l'année suivante, fera entrer la première toile de Soulages dans une institution japonaise : Peinture, 162 × 130 cm, 4 mai 1959. Fasciné par la culture japonaise, et très sensible au théâtre Nô, le peintre prolonge son séjour et reste six mois sur place. À partir de là, un dialogue artistique et culturel s'engage avec le pays du Soleil levant. Il se lie ainsi d'amitié avec des personnalités de l'art tels les peintres Toshimitsu Imaï, Kumi Sugaï, Hisao Dōmoto et Mami Mori, mais aussi avec des intellectuels tels le poète Itsuji Yoshikawa (1908-2002) ou l'historien de l'art Shūji Takashina.
À Nara et à Kyoto, les révélations esthétiques se succèdent pour le peintre attiré par l’architecture traditionnelle en bois des temples et des résidences impériales. Au Pavillon d'or, ce sont la disposition des rochers dans le lac et le rapport à l'espace qu'ils dessinent qui le séduisent. De même que le célèbre jardin sec du Ryōan-ji voisin. Il aime, évoquant son « émotion infinie », ce rectangle parcouru de sillons de fin gravier, cet espace né de l'agencement des pierres et y voit une construction géométrique et métaphysique.

« Quand j’ai vu Ryōan-ji et Kinkaku-ji à Kyoto, cela m’a rappelé mes souvenirs d’enfance. »

— Pierre Soulages
En 1984, à l'initiative du mécène Tsujii Takashi, une rétrospective est consacrée à Soulages au musée d’art Seibu de Tokyo. Les Outrenoirs présentés sont l'occasion d'un nouveau rapprochement avec l'art traditionnel de la laque.

### Sélection
Soulages a réalisé plus de 1 700 toiles dont les titres sont pour la plupart composés du mot « peinture » suivi de la mention du format. Sa toute dernière œuvre, réalisée dans l'atelier de Sète, est datée du 15 mai 2022: Peinture 102 × 130 cm, 15 mai 2022.

## Hommages
Il est l'une des personnalités à l'origine de la création de la chaîne de télévision Arte,.
Un timbre-poste Pierre Soulages est émis en France en 1986.
Il est le premier artiste vivant invité à exposer au musée de l'Ermitage de Saint-Pétersbourg (mai 2001), puis à la galerie Tretiakov de Moscou (septembre de la même année). À partir de 2002, il est même le seul peintre vivant à avoir une toile conservée en Russie : Peinture 220 × 324 cm, 19 janvier 1995, acquise par le musée de l'Ermitage et exposée au quatrième étage du bâtiment de l'État-Major, salle 444.
En 2007, le musée Fabre de Montpellier lui consacre une salle pour présenter la donation faite par le peintre à la ville. Cette donation comprend vingt tableaux de 1951 à 2006, parmi lesquels des œuvres majeures des années 1960, deux grands outre-noir des années 1970 et plusieurs grands polyptyques.
Lors de l'exposition temporaire en 2012-2013 intitulée Soulages XXIe siècle, le musée des Beaux-Arts de Lyon acquiert trois toiles qui figurent dans l'espace permanent des peintures contemporaines.
En 2020, la municipalité de Nauviale dans le département de l'Aveyron a donné le nom du peintre à l'avenue principale de la commune qui emprunte la RD 901.
Le 11 juin 2022, le centre d'art photographique Pierre Soulages est inauguré sur la commune de Marcillac-Vallon.
En juin 2023, le collège public Kervallon de Marcillac-Vallon est renommé collège Pierre-Soulages.
L'édition 2023 du prix Nougaro, concours d'écriture d'Occitanie destiné aux jeunes de 15 à 25 ans, lui rend hommage, avec une catégorie spéciale « Ò Mon País » dont le thème imposé est l'espoir.
Le 2 septembre 2024, une école Pierre-et-Colette-Soulages est inaugurée à Montpellier.

### Créations autour du peintre et de ses œuvres
- Le compositeur Gilles Racot compose Noctuel ou Hommage à l'œuvre de Pierre Soulages, une pièce pour basson et électroacoustique créée le 26 juin 1987[69] puis Noir Lumière, commande de l'État pour l'anniversaire des 100 ans du peintre, créée à la Maison de la Radio et de la Musique le 10 octobre 2020[70].
- En décembre 2009, le compositeur suisse William Blank crée la pièce Reflecting Black, pour piano et orchestre, « inspirée par le souvenir de l’expérience vécue lors de la contemplation des toiles de Soulages ». Commandée par l'Orchestre de la Suisse romande, elle est jouée en première mondiale au Victoria Hall de Genève sous la direction de Dennis Russell Davies avec David Lively au piano[71].
- La compositrice Édith Canat de Chizy crée en 2021 (à l'opéra de Saint-Étienne dans la salle du théâtre Copeau), la pièce Outrenoir, pour alto et orchestre[72].
- En 2022, la maison horlogère suisse Baume & Mercier réalise une montre « hommage à Pierre Soulages » de la collection « Hampton » (lancée en 1994) au cadran rectangulaire, inspirée librement d'un Outrenoir, Peinture 390 × 130 cm, 17 mars 2019, produite à la demande, dans la limite de 102 pièces (en écho à l'âge de l'artiste) et individuellement numérotée[73],[74].
- En juin 2023, le street-artiste français Jo Di Bona réalise place des Abbesses à Montmartre une fresque de 5 × 2,5 m en hommage au peintre[75].

### 90 ansau Centre Pompidou
À l'occasion de son 90e anniversaire, le Centre national d'art et de culture Georges-Pompidou présente du 14 octobre 2009 au 8 mars 2010 la plus grande rétrospective qu’il ait jamais consacrée à un artiste vivant depuis le début des années 1980, avec plus de 2 000 m2 d'exposition. Malgré trois semaines de fermeture en raison d'une grève du personnel, l'exposition reçoit 502 000 visiteurs, se classant en quatrième position des expositions les plus fréquentées de toute l'histoire du Centre Pompidou. Parallèlement, le musée du Louvre expose la même année une toile de l'artiste, Peinture 300 × 236 cm, 9 juillet 2000, dans le Salon Carré de l'aile Denon.

### 100 ansau Louvre
À l'occasion de son 100e anniversaire,, le musée du Louvre présente du 11 décembre 2019 au 9 mars 2020 une rétrospective dans le Salon Carré de l'aile Denon avec dix-neuf toiles empruntées notamment au MoMA de New York, à la Tate Modern de Londres ou à la National Gallery of Art de Washington ainsi que des œuvres récentes de l’artiste,. Pour cet événement, il a créé en août et octobre 2019 trois nouvelles toiles (Peinture 390 × 130 cm, 13 août 2019, Peinture 390 × 130 cm, 26 août 2019 et Peinture 390 × 130 cm, 18 octobre 2019), peintures verticales de grand format pensées uniquement pour cette exposition et en fonction de l’espace qui leur était réservé. Le peintre devient ainsi, après Chagall (en 1977) et Picasso (en 1971), le troisième artiste à connaître de son vivant l'hommage d'une rétrospective au Louvre.

### Commentaires
- Léopold Sédar Senghor : « La première fois que je vis un tableau de Pierre Soulages, ce fut un choc. Je reçus, au creux de l'estomac, un coup qui me fit vaciller, comme le boxeur, touché, qui soudain s'abîme[w]. »
- Selon le critique d'art Jacques Bouzerand, « il figure parmi les 10 ou 15 noms de nos deux siècles (XXe et XXIe siècles) qui compteront à jamais dans l'histoire mondiale de l'art[84]. »
- Selon l'historien de l'art William Rubin, directeur du département des peintures et des sculptures du Musée d'art moderne de New York de 1973 à 1988, « Quand tout l'art qui relève uniquement de l’instant présent aura disparu, quand la différence entre la nouveauté et l'authentiquement nouveau ne sera plus brouillée, quand la seconde moitié du XXe siècle représentée, non point par les milliers d'artistes qui emplissent actuellement nos galeries et revues d'art, mais par les rares qui auront survécu au tri de l'histoire, Pierre Soulages sera au nombre de ceux-là, j'en suis sûr[x]. »
- En 2014, François Hollande le décrit comme « le plus grand artiste vivant dans le monde »[85].

## Marché de l'art

### Une cote de plus en plus élevée
Dans les années 1950 et 1960, les œuvres de Soulages se vendent à la Koozt gallery de New York, plus cher que celles de Mark Rothko. Elles sont achetées par les plus grands collectionneurs, notamment par les metteurs en scène d'Hollywood, comme Otto Preminger ou Charles Laughton.
Dès le début des années 1980, la cote de Soulages affiche des enchères supérieures à 100 000 francs et, en 1986, elle enregistre un score à plus de 500 000 francs. C'est ensuite l'enchère historique de 264 000 livres (soit 2,65 millions de francs de l'époque), prononcée en novembre 1989 à Londres sur un grand format de 1961.
En mai 2021, le Bronze II (66,5 × 88 cm) datant de 1976, s'est adjugé à l'hôtel Drouot par l'étude Beaussant-Lefèvre pour un montant record de 685 800 euros. Au cours de cette même année, ses œuvres vendues aux enchères atteignent un produit de ventes historique de 55,6 millions de dollars. Soulages se classe alors comme le 34e artiste le plus performant des enchères au niveau mondial, toutes époques de création confondues.
En février 2022, il figure à la 9e place des peintres vivants les plus cotés, avec notamment David Hockney, Jasper Johns et Banksy.
Pour l'année 2023, il se classe à la 79e place du Top 500 des artistes par produit des ventes aux enchères sur le site de cotation du marché de l'art ArtMarket.com.
En 2024, la cote de ses estampes reste exceptionnelle, avec des estimations pour ses lithographies ou sérigrahies comprises entre 10000 et plus de 30 000 euros et entre 5000 et 40 000 euros pour ses gravures, reflétant son importance dans l'art abstrait contemporain.
Depuis juillet 2006, et la vente par Sotheby's Paris d'une huile sur toile de grand format datant de 1959 pour 1,35 million de dollars (à l'époque, un record mondial pour l'artiste), quatre-vingts toiles du peintre français ont dépassé le million de dollars en salles des ventes.

#### Peintre français vivant le plus cher (à sa mort)
- Le 31 mai 2011, sa toile, Peinture 130 × 162 cm, 1956, s'est vendue à 2,85 millions de dollars (2 millions d'euros) à Paris[92].
- Le 26 juin 2013, après que sa toile, Peinture, 21 novembre 1959, s'est vendue à 4,3 millions de livres (5,1 millions d'euros) à Londres[94], il devient l'artiste français vivant le plus cher aux enchères[95]. Cette année là, sa côte augmente de 42 %[94].
- Le 6 juin 2017, sa toile Peinture 162 × 130 cm, 14 avril 1962 s'est vendue à 6,1 millions d'euros à Paris, devenant ainsi son œuvre la plus chère aux enchères[96].
- Le 15 novembre 2018, après que sa toile, Peinture 186 × 143 cm, 23 décembre 1959 s'est vendue à 11 millions de dollars, soit 9,2 millions d'euros, (battant le record de l'année précédente) à New York, il devient le premier artiste français vivant à dépasser les dix millions de dollars, intégrant ainsi un club très fermé[97].
- Le 4 octobre 2019, sa toile, Peinture 146 × 114 cm, 6 mars 1960 s'est vendue à 5,5 millions de livres (6,48 millions d'euros) à Londres[98].
- Le 27 novembre 2019, sa toile, Peinture 200 × 162 cm, 14 mars 1960 s'est vendue à 9,6 millions d'euros à Paris[99], surpassant le précédent record.
- Le 16 novembre 2021, sa toile, Peinture 195 × 130 cm, 4 août 1961 s'est vendue à 20,2 millions de dollars (17,8 millions d'euros) à New York, dépassant largement le record établi en 2019[100].

#### Après sa mort
- Le 2 novembre 2022, le jour même où se déroule au musée du Louvre l'hommage solennel à Pierre Soulages, un tableau de l'artiste (Peinture 102 × 81 cm, 30 mai 1981) est adjugé pour 960 000 euros (hors frais) par la maison Aguttes à Neuilly-sur-Seine[101],[102]. L'acquéreur est un collectionneur privé français[101]. Les dimensions réduites de cette œuvre expliquent ce montant relativement peu élevé[102]. Il s'agit de la première vente d'un Soulages depuis la mort de l'artiste[102].
- Le 14 novembre 2022, sa toile Peinture 92 × 65 cm, 7 février 1954, issue de la collection de David Solinger, s'est vendue à 2 000 000 de dollars (hors frais) par Sotheby's à New York, dépassant largement l'estimation de départ[103].
- Le 6 mars 2023, sa gravure Eau-forte XXXVI, 1979 s'est adjugée à 48 000 euros par la maison de vente Millon à Paris, approchant le record pour l'une de ses œuvres imprimées, établi le 19 septembre 2022 avec Eau-forte IX, 1957 vendue à 50 000 euros par la même maison[104].
- Le 6 décembre 2023, une huile sur toile Peinture 54 × 81 cm, 1951 et une acrylique Peinture 117 × 130 cm, 20 mai 2007, provenant de deux collections privées, se sont vendues respectivement à 882 000 euros (dépassant la fourchette d'estimation) et 630 000 euros chez Christie's à Paris[105].
- Le 13 décembre 2023, une huile sur toile Peinture 130 × 162 cm, 28 février 1970, issue de la collection de Hubert Guerrand-Hermès (1940-2016), est vendue 3 307 470 dollars par Sotheby's à New York, le montant le plus élevé pour une œuvre de l'artiste datant des années 1970[106].
- Le 26 septembre 2024, une huile sur toile Peinture 162 × 130 cm, 26 mai 1963 est vendue 4 222 000 euros (36 675 000 dollars de Hong Kong) lors d'une vente publique organisée chez Christie's à Hong Kong[107], soit une valeur 2,5 fois supérieure à sa mise aux enchères à Londres 10 ans auparavant le 10 octobre 2014[108].

## Musées et conservation

### Musée Soulages
Ce musée abrite à Rodez la plus grande collection au monde de l'artiste. Pierre Soulages accepte en 2005 de léguer plus de 500 œuvres regroupant toutes les techniques employées au cours de sa carrière : peintures, eaux-fortes, sérigraphies, lithographies ainsi que les ébauches des travaux des vitraux de l'abbaye de Conques. Cette donation est complétée par les cessions de 2012, 2020 et 2023.
Le musée consacre 500 m2 de son espace d'expositions temporaires à d'autres artistes. L'artiste pose lui-même la première pierre du musée le 20 octobre 2010. Son inauguration a lieu le 30 mai 2014.

### Principales collections publiques
Aujourd'hui, plus de 230 de ses œuvres se trouvent dans 110 musées de par le monde.
- En France
  - Musée Picasso (Antibes)
  - Musée municipal de Bourg-en-Bresse
  - Musée des Beaux-Arts de Caen
  - Fonds régional d'art contemporain d'Auvergne de Clermont-Ferrand
  - Musée Unterlinden de Colmar
  - Musée des Beaux-Arts de Dunkerque
  - Musée d'Évreux
  - Musée de Grenoble
  - Musée des Beaux-Arts de Lyon
  - Musée Cantini (Marseille)
  - Musée de la Cour d'Or de Metz
  - Musée Fabre de Montpellier
  - Musée d'Arts de Nantes
  - Musée d'Art moderne et d'Art contemporain de Nice
  - Musée des beaux-arts de la ville de Paris
  - Musée d'Art moderne de Paris
  - Fonds régional d'art contemporain de Bretagne de Rennes
  - Musée des Beaux-Arts de Rennes
  - Musée Soulages de Rodez
  - Musée d'Art moderne et contemporain de Saint-Étienne Métropole
  - Fondation Maeght de Saint-Paul-de-Vence
  - Les Abattoirs (Toulouse)
  - Musée d'Art et d'Archéologie de Valence
  - Musée d'Art moderne Lille Métropole de Villeneuve-d'Ascq
  - Musée d'Art contemporain du Val-de-Marne de Vitry-sur-Seine
- À l'étranger
  - Musée Suermondt-Ludwig d'Aix-la-Chapelle
  - Neue Nationalgalerie de Berlin
  - Galerie nationale d'Australie de Canberra
  - Art Institute of Chicago
  - Musée Ludwig de Cologne
  - Statens Museum for Kunst de Copenhague
  - Scottish National Gallery of Modern Art d'Édimbourg
  - Musée national d'art contemporain (Corée du Sud) de Gwacheon
  - Musée en plein air de Hakone
  - Sprengel Museum de Hanovre
  - Musée des beaux-arts de Gifu
  - Johannesburg Art Gallery
  - Musée d'Israël (Jérusalem)
  - Musée Berardo de Lisbonne
  - Tate Gallery de Londres
  - Musée national du Victoria de Melbourne
  - Musée d’art contemporain Tamayo de Mexico
  - Galerie nationale d'art moderne de Munich
  - Musée Guggenheim (New York)
  - Museum of Modern Art (New York)
  - Musée d'Art Ōhara
  - Musée cantonal des beaux-arts de Lausanne
  - Centre d'art Henie-Onstad d'Oslo
  - Philadelphia Museum of Art
  - Musée d'Art moderne de Rio de Janeiro
  - Musée Boijmans Van Beuningen de Rotterdam
  - Musée de l'Ermitage de Saint-Pétersbourg
  - Musée de Macédoine de Skopje
  - Neue Staatsgalerie de Stuttgart
  - Musée d'Art contemporain de Hara (Tokyo)
  - Musée Artizon (Tokyo)
  - Galerie municipale d'art moderne et contemporain de Turin
  - Institut valencien d'art moderne
  - National Gallery of Art de Washington
  - Phillips Memorial Gallery de Washington
  - Kunsthaus de Zurich

## Prix et distinctions

### Prix
- 1953 : Prix de la Biennale de São Paulo
- 1957 : Grand prix de la Biennale de Tokyo pour sa toile Peinture 195 × 130 cm, 20 juillet 1956[114]
- 1957 : Prix Windsor[34]
- 1958 : Grand prix de la Biennale Internationale de gravure de Ljubljana
- 1964 : Prix Carnegie (en) pour sa toile Peinture 256 × 202 cm, 24 novembre 1963[115]
- 1975 : Grand prix des Arts de la Ville de Paris catégorie « Peinture »[116]
- 1976 : Prix Rembrandt (décerné par la Fondation Johann Wolfgang von Goethe)
- 1987 : Grand prix national de peinture
- 1992 : Praemium Imperiale catégorie « Peinture »[117]
- 2007 : Prix Julio González[118] (décerné par l'Institut valencien d'art moderne)
- 2019 : Grand prix du rayonnement français[119]

### Distinctions
- Grand-croix de la Légion d'honneur (2015)[120],[y]
- Grand-croix de l'ordre national du Mérite (1999)[121]
- Commandeur de l'ordre des Arts et des Lettres[Quand ?][réf. souhaitée]
- Officier de l'ordre du Soleil levant[z] (2 novembre 2020)[122]
- Membre honoraire étranger de l'Académie américaine des arts et des lettres (1979)
- Austrian Decoration for Science and Art (en) (2005)[123]
- Médaille d'or de la Renaissance française (15 mai 2019)[124]

## Publications

### Textes et entretiens
- « Écrits d'artiste », Cimaise, Paris, no 1,‎ novembre 1953, p. 17
- « L'Espace dans la peinture » (conférence du 27 avril 1953 au Collège philosophique (en) de Paris), Le Disque vert, Bruxelles, no 5,‎ janvier-février 1954, p. 79-81
- Image et signification (Rencontres de l'École du Louvre), Paris, La Documentation française, 1983
- Conques, les vitraux de Soulages (préface de Georges Duby, textes de Christian Heck et Pierre Soulages), Éditions du Seuil, 1993
- Noir lumière (entretiens avec Françoise Jaunin), Lausanne, La Bibliothèque des arts, 2002
- De la pertinence de mettre une œuvre contemporaine dans un lieu chargé d'histoire (entretiens avec Jacques Le Goff, préface de Xavier Kawa-Topor, photographies Pascal Piskiewicz), Toulouse, Le Pérégrinateur Éditeur, 2003
- Écrits et propos (textes recueillis par Jean-Michel Le Lannou), Éditions Hermann, 2009 (ISBN 9782705689117, DOI 10.14375/NP.9782705689117, lire en ligne)[125]
- Outrenoir (entretiens avec Françoise Jaunin), Lausanne, La Bibliothèque des arts, 2012
- Conversation avec Roger-Pierre Turine, Gerpinnes, Éditions Tandem, 2014
- Paroles d'artistes, Lyon, Fage éditions, 2017
- L'Intériorité dans la peinture (entretiens avec Anne-Camille Charliat), Paris, Éditions Hermann, 2019 (ISBN 9791037002259)

### Livres d'artiste
- Les Temps obscurs (recueil de poèmes de Charles Le Quintrec, illustrations de Pierre Soulages), Éditions René Debresse, 1953
- Le Neuf du cœur (recueil de poèmes d'Edmond Humeau, illustrations de Pierre Soulages), Millas-Martin, novembre 1956
- Dépaysage (recueil de poèmes de Jean-Clarence Lambert, illustré de trois lithographies originales de Pierre Soulages), Falaize, 1959
- Sur le mur d'en face (texte et sérigraphies originales de Pierre Soulages dont 3 hors-texte signées et numérotées, tirage limité à 75 exemplaires), Paris, FB Éditions, 14 février 1979
- Poèmes (recueil bilingue de Itsuji Yoshikawa, illustré d'un brou de noix inédit de Soulages créé en 1948, tirage limité à 500 exemplaires), Montpellier, Éditions méridianes, novembre 2022